# ادوگاوا (رود)
ادوگاوا (به ژاپنی: 江戸川  Edogawa) از رودخانهٔ تونه گاوا منشعب شده‌است و در استان ایباراکی، استان چیبا، استان سایتاما و توکیو پایتخت ژاپن جریان دارد. این رود ۵۹٫۵ کیلومتر طول دارد.